# Paddy Considine
Paddy Considine, né le 5 septembre 1973 à Burton upon Trent, Staffordshire (Angleterre, Royaume-Uni), est un acteur, scénariste et réalisateur britannique.

## Biographie
Paddy Considine est né le 5 septembre 1973 à Burton upon Trent (Staffordshire). Son père, Martin Joseph Considine est irlandais. Il a un frère et quatre sœurs.

### Vie privée
Il est marié à Shelley Considine depuis 2002. Ils ont deux fils, Joseph et Francis Considine et une fille, Lily Considine.
En avril 2011, il a révélé qu'il a été diagnostiqué avec le syndrome d'Asperger.

## Carrière
Il a interprété un certain nombre de personnages sombres, troublés et moralement ambigus, à la fois dans des films hollywoodiens (De l'ombre à la lumière, La Vengeance dans la peau, Child 44) et des indépendants (In America, Dead Man's Shoes, Hot Fuzz, The World's End, Macbeth).
Sa présence discrète a conduit The Observer à le qualifier de « secret le mieux gardé du cinéma britannique. » Il fait également de rares apparitions à la télévision, et est notamment remarqué dans la saison 3 de Peaky Blinders en 2016.
En 2011, il écrit et réalise Tyrannosaur, adapté de son propre court métrage Dog Altogether (en). Les deux films ont été salués et récompensés par de nombreux festivals internationaux et récompenses de cinéma.
En 2022, il obtient la consécration en interprétant le roi Viserys 1er lors de la première saison de la série à succès House of the Dragon  diffusée sur HBO.

## Filmographie

### Acteur

#### Cinéma
- 1999 : A Room for Romeo Brass de Shane Meadows
- 2000 : Transit Palace (Last Resort) de Paweł Pawlikowski : Alfie
- 2000 : Born Romantic de David Kane : Ray
- 2002 : In America de Jim Sheridan : Johnny
- 2002 : 24 Hour Party People de Michael Winterbottom : Rob Gretton
- 2002 : Hypnotic de Nick Willing : Elliot Spruggs
- 2004 : Dead Man's Shoes de Shane Meadows : Richard
- 2004 : My Summer of Love de Paweł Pawlikowski : Phil
- 2005 : De l'ombre à la lumière (Cinderella Man) de Ron Howard : Mike Wilson
- 2005 : Stoned de Stephen Woolley : Frank Thorogood
- 2006 : The Backwoods (Bosque de sombras) de Koldo Serra : Norman
- 2006 : Leave Before the Lights Come On de John Hardwick (clip musical des Arctic Monkeys) : l'homme
- 2006 : God Put a Smile upon Your Face de Jamie Thraves (clip musical de Coldplay) : le businessman
- 2007 : La Vengeance dans la peau (The Bourne Ultimatum) de Paul Greengrass : Simon Ross
- 2007 : Hot Fuzz d'Edgar Wright : l'inspecteur Andy Wainwright
- 2009 : Le Cri du hibou (Cry of the Owl) de Jamie Thraves : Robert Forrester
- 2010 : Submarine de Richard Ayoade : Graham Purvis
- 2010 : My Wrongs 8245–8249 & 117 (en) (court métrage) de Chris Morris : l'homme
- 2011 : Les Soupçons de Monsieur Whicher de James Hawes : détective Whicher
- 2011 : Blitz d'Elliott Lester : Nash
- 2012 : Now is Good d'Ol Parker : Le père de Tessa
- 2013 : Le Dernier Pub avant la fin du monde (The World's End) d'Edgar Wright : Steven Prince
- 2013 : The Double de Richard Ayoade : Jack
- 2013 : Girl on a Bicycle de Jeremy Leven : Derek
- 2014 : Pride de Matthew Warchus : Dai Donovan
- 2015 : Enfant 44 (Child 44) de Daniel Espinosa : Andrej / Vlad
- 2015 : Ma meilleure amie (Miss You Already) de Catherine Hardwicke : Jago
- 2015 : Macbeth de Justin Kurzel : Banquo
- 2016 : The Last Girl - Celle qui a tous les dons (The Girl with All the Gifts) de Colm McCarthy : sergent Eddie Parks
- 2017 : La Mort de Staline (The Death of Stalin) d'Armando Iannucci : Andrei Andryev
- 2017 : Journeyman (en) de lui-même : Matty Burton
- 2019 : Comment je suis devenue une jeune femme influente (How to Build a Girl) de Coky Giedroyc : Pat Morrigan
- 2024 : Deep Cover de Tom Kingsley
- 2025 : Heads of State d'Ilia Naïchouller

#### Télévision

##### Séries télévisées
- 2016 : Peaky Blinders : Père John Hughes
- 2020 : The Outsider : Claude Bolton
- 2020 : The Third Day : M. Martin
- 2022 - 2024: House of the Dragon : Roi Viserys Ier Targaryen
- 2025 : MobLand : Kevin Harrigan

##### Téléfilms
- 2008 : My Zinc Bed de Anthony Page : Paul Peplow
- 2008 : Pu-239 de Scott Z. Burns : Timofey Berezin
- 2009 : The Red Riding Trilogy: 1980 de James Marsh : Peter Hunter
- 2011 : Les Soupçons de Monsieur Whicher (The Suspicions of Mr Whicher : The Murder at Road Hill House) de James Hawes : Détective Jack Whicher

### Réalisateur et scénariste
- 2010 : Dog Altogether (en) (court métrage)
- 2011 : Tyrannosaur
- 2017 : Journeyman (en)

### Scénariste
- 2004 : Dead Man's Shoes de Shane Meadows
- 2006 : Leave Before the Lights Come On de John Hardwick (clip musical des Arctic Monkeys)

## Distinctions

### Récompenses
- Festival international du film de Thessalonique 2000 : meilleur acteur pour Transit Palace
- Empire Awards 2004 : meilleur acteur britannique pour Dead Man's Shoes
- Evening Standard British Film Awards 2004 : meilleur acteur pour Dead Man's Shoes
- Mostra de Venise 2007 : Lion Court Très Court pour le meilleur court métrage pour Dog Altogether (en)
- Festival international du film de Seattle 2007 : prix spécial du jury pour Dog Altogether
- British Independent Film Awards 2007 : meilleur court métrage britannique pour Dog Altogether
- BAFTA Awards 2008 : meilleur court métrage pour Dog Altogether
- Festival du film britannique de Dinard 2011 : Hitchcock d'or et prix Allianz du meilleur scénario pour Tyrannosaur
- Festival du film de Nantucket 2011 : meilleur scénariste/réalisateur pour Tyrannosaur
- Festival international du film de Mar del Plata 2011 : prix spécial du jury, Silver Astor du meilleur scénario, Argentine Film Critics Association Award et SIGNIS Award (2e place) pour Tyrannosaur
- Festival du film de Munich 2011 : CineVision Award du meilleur premier film pour Tyrannosaur
- Festival international du film de Stockholm 2011 : meilleur premier film pour Tyrannosaur
- Festival du film de Sundance 2011 : prix de la mise en scène pour Tyrannosaur
- Festival international du film de Thessalonique 2011 : prix du public pour Tyrannosaur
- Voices Festival of independent European Cinema 2011 : Voices Festival Prize du meilleur film pour Tyrannosaur
- Festival du film de Zagreb 2011 : prix du public pour Tyrannosaur
- British Independent Film Awards 2011 : meilleur film et meilleur premier film pour Tyrannosaur
- Satellite Awards 2011 : meilleur premier film pour Tyrannosaur
- Festival international du film de Bucarest 2012 : meilleur film et Critics' Choice Award pour Tyrannosaur
- Festival international du film de Transylvanie 2012 : prix FIPRESCI pour Tyrannosaur
- Festival 2 cinéma de Valenciennes 2012 : prix du jury pour Tyrannosaur
- BAFTA Awards 2012 : meilleur nouveau scénariste, réalisateur ou producteur britannique pour Tyrannosaur
- Empire Awards 2016 : Inspiration Award

### Nominations
- British Independent Film Awards 2003 : meilleur acteur pour In America
- British Independent Film Awards 2004 :
  - Meilleur acteur et meilleur scénario pour Dead Man's Shoes
  - Meilleur acteur dans un second rôle pour My Summer of Love
- London Film Critics Circle Awards 2004 : acteur britannique de l'année pour In America
- Satellite Awards 2004 : meilleur acteur dans un film dramatique pour In America
- Screen Actors Guild Awards 2004 : meilleure distribution pour In America
- London Film Critics Circle Awards 2005 : acteur britannique de l'année pour Dead Man's Shoes
- British Independent Film Awards 2006 : meilleur acteur britannique pour In America
- London Film Critics Circle Awards 2006 : acteur britannique de l'année dans un second rôle pour De l'ombre à la lumière
- Crime Thriller Awards 2009 : meilleur acteur pour The Red Riding Trilogy: 1980
- Crime Thriller Awards 2013 : meilleur acteur pour The Suspicions of Mr Whicher
- British Independent Film Awards 2011 : meilleur réalisateur et meilleure production pour Tyrannosaur
- Satellite Awards 2011 : meilleur scénario original pour Tyrannosaur
- Empire Awards 2012 : meilleur film britannique pour Tyrannosaur
- Evening Standard British Film Awards 2012 : meilleur film et meilleur scénario pour Tyrannosaur
- The Guardian First Film Award 2012 : meilleur premier film pour Tyrannosaur
- Independent Spirit Awards 2012 : meilleur film étranger pour Tyrannosaur
- London Film Critics Circle Awards 2012 : Breakthrough British Film-Maker pour Tyrannosaur

## Voix francophones
En version française, Paddy Considine n'a pas de voix régulière. Il est tout de même doublé de manière sporadique par Philippe Valmont, ce dernier étant sa voix de 2002 à 2017 dans les films Born Romantic, In America, La Vengeance dans la peau, Le Dernier Pub avant la fin du monde et La Mort de Staline. Guillaume Orsat le double à deux reprises, en 2002 dans Hypnotic et en 2015 dans Ma meilleure amie ainsi que Arnaud Léonard dans The Last Girl : Celle qui a tous les dons en 2016 et Deep Cover en 2025.
Paddy Considine est également doublé à titre exceptionnel par les acteurs suivants : Olivier Cruveiller dans De l'ombre à la lumière, Arnaud Arbessier dans The Backwoods, Julien Sibre dans Hot Fuzz, Thierry Ragueneau dans The Red Riding Trilogy: 1980, Pierre-Arnaud Juin dans Blitz, Olivier Cuvellier dans Pride, Guillaume Lebon dans Enfant 44, Jérémie Covillault dans Macbeth, Marc Bretonnière dans Peaky Blinders, Xavier Béja dans House of the Dragon et Yann Guillemot dans Heads of State.